# 206
206. је била проста година.

## Догађаји
- Хадријанов зид је освојен први пут од устанка Пикта 180. године.
- Цар Септимије Север долази у Британију са синовима Каракалом и Гетом.

## Рођења
- Требонијан Гал